# Seafood Gastro

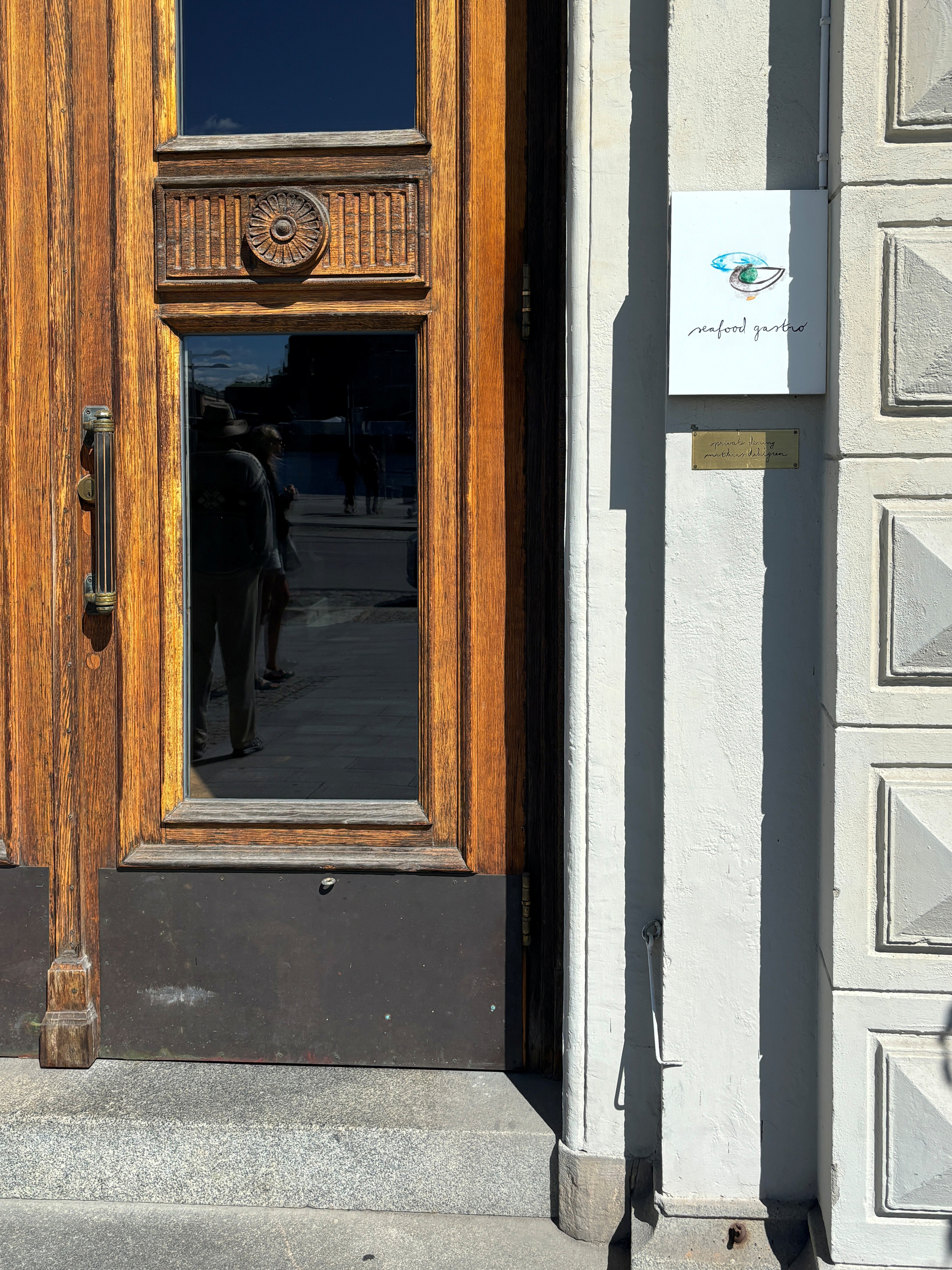
Seafood Gastro, entré.

Seafood Gastro är en restaurang i på Södra Blasieholmshamnen 6, på Blasieholmen i Stockholm.
Restaurangen, som är inrymd i Bolinderska huset, öppnades 2023 av krögaren Mathias Dahlgren. Dahlgren hade tidigare drivit den vegetariska restaurangen Rutabaga i samma lokaler.
Matsalen har plats för 24 sittande gäster, vilka serveras avsmakningsmenyer bestående av akvatiska råvaror. Restaurangen belönades 2024 med en stjärna i Guide Michelin.